# 広島地裁被疑者奪回事件
広島地裁被疑者奪回事件（ひろしまちさいひぎしゃだっかいじけん）とは、1952年5月13日に、広島市で発生した事件。

## 事件の概要
1952年5月13日午後2時55分から広島地方裁判所第二号法廷で勾留理由開示を開くことになっていた。対象となった被疑者は、4月30日と5月1日に、国警広島県本部安佐地区署古市町駐在所と民家に、それぞれ火炎瓶を投げつけて放火した容疑で逮捕された朝鮮人4人であった。
勾留理由開示は予定通りに開廷されたが、傍聴席には多くの朝鮮人が陣取り、赤旗や北朝鮮旗が掲げられるなど異様な雰囲気での開廷であった。閉廷直前の午後5時20分、傍聴席の朝鮮人約200人が被疑者と傍聴者を分ける柵を乗り越え、被疑者に手錠をかけようとした看守を妨害して、被疑者4人を奪還した。
広島地方裁判所の事務室には、万が一の時のために広島市警察の警察官約70人が待機していたが、現場に駆けつけたときには、既に逃走された後だった。